# Dům U Červeného srdce (Plzeň)
Dům U Červeného srdce v Plzni se nachází na náměstí Republiky hned vedle biskupství. Dům byl vystavěn v novorenesančním slohu v roce 1894 na místě původního renesančního domu „U červeného srdce“ stavitelem Rudolfem Štechem a vyzdoben Mikolášem Alšem. V roce 1996 prošel úpravou. Přízemní část využívá Česká spořitelna, patra slouží k bydlení.

## Popis

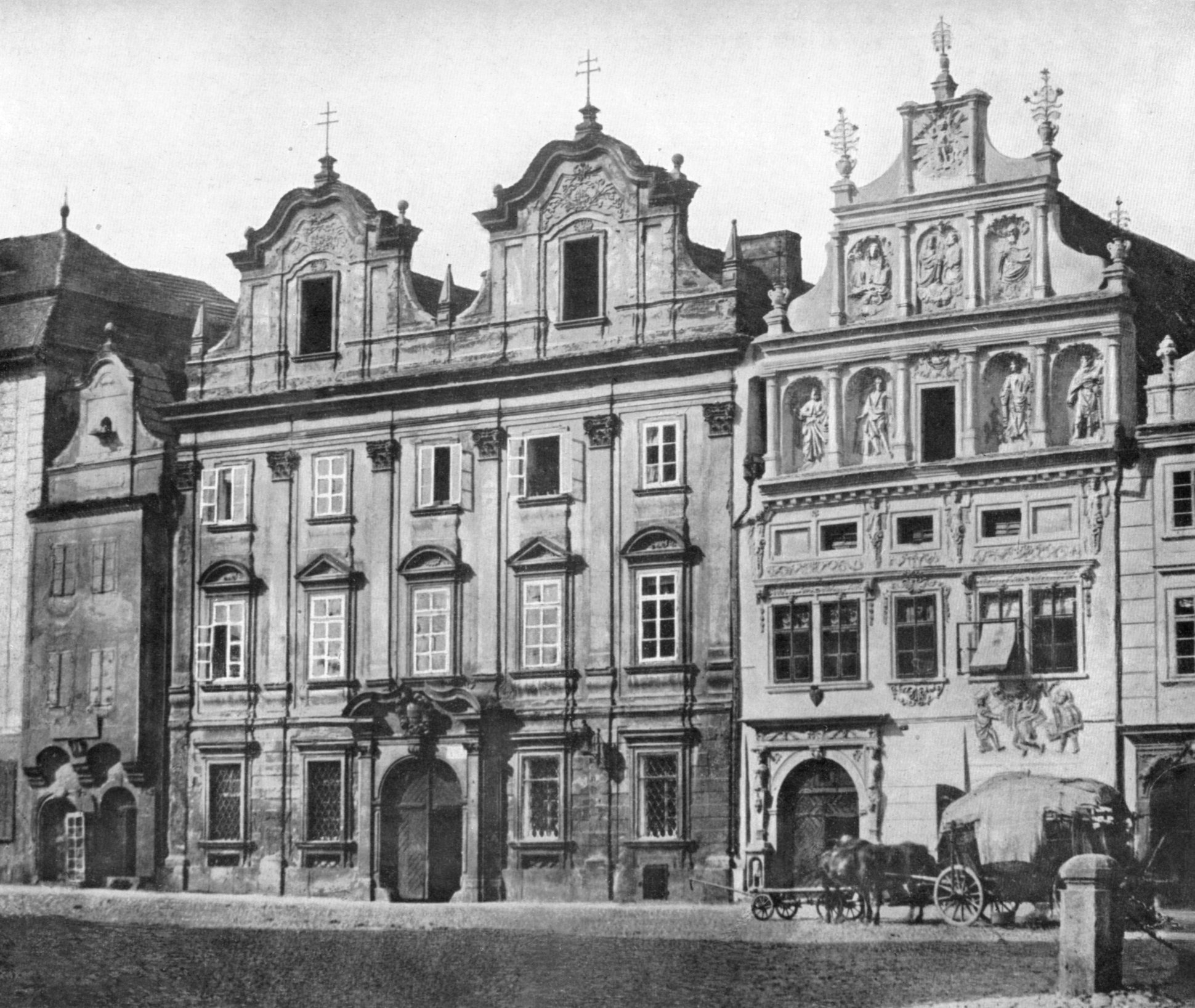
Arciděkanství (vlevo) a dům U Červeného srdce v roce 1856

V přízemí je umístěn bankomat České spořitelny. Dveřní portál zdobí dvě panny s mušlí, které podpírají balkonek prvního patra. Po stranách vstupu jsou sloupy a v přízemní části jsou na nich dvě zlatá srdíčka. Nade dveřmi je mezi pannami s mušlí kulaté skleněné okénko s namalovaným andělem. Na zábradlí balkonku v prvním patře je kovové červené srdce. Ve třetím patře se nachází sgrafita a historizující dvojokna.

## Sgrafita
Na domě jsou ve třetím patře sgrafita od Mikoláše Alše zpodobňující dva rytíře na koni s prapory (realizoval Jindřich Duchoslav Krajíček), která jsou chráněna jako kulturní památka České republiky.